# Dyspteris gigantea
Dyspteris gigantea är en fjärilsart som beskrevs av Claude Herbulot 1988. Dyspteris gigantea ingår i släktet Dyspteris och familjen mätare. Inga underarter finns listade i Catalogue of Life.